# Sílvio da Silva Júnior
Sílvio da Silva Júnior (Rio de Janeiro, 21 de dezembro de 1947) é um compositor brasileiro, cantor e violonista de música popular brasileira.
Em 1970, ele compôs, em parceria com Aldir Blanc, aquele que seria seu maior sucesso: "Amigo É pra Essas Coisas", classificada em 2º lugar no Festival da Tupi do Rio de Janeiro”. Composta para dueto, a canção seria regravada mais de 100 vezes, por artistas como João Nogueira e Emílio Santiago, MPB-4, Rui Faria e Chico Buarque, Milton Banana Trio, Quarteto em Cy e MPB-4, etc., além os estrangeiros André Penazzi, Nazareno, Tim, Dálvaros e Tijuana Brass.